# Arrondissement de Castellane

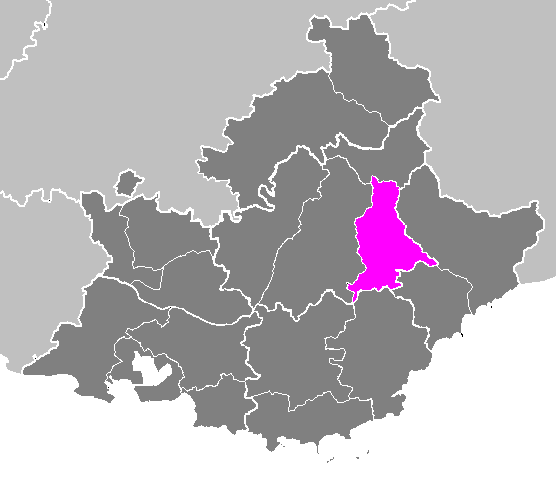
Localização do Distrito de Castellane.

O arrondissement de Castellane é um arrondissement da França localizado no departamento de Alpes-de-Haute-Provence.